# تشقادر
تشقادر (بالفارسية: چقادر) هي قرية تقع في قسم برف انبار الريفي في إيران. يقدر عدد سكانها بـ 187 نسمة بحسب إحصاء 2016.